# Junge Roemer
Junge Roemer (Jovens Romanos) é o segundo álbum do artista de pop rock austríaco Falco, lançado em 1984. 

## Produção e sucesso
O álbum foi nº 1 na Áustria. A faixa-título foi um single de sucesso no país, bem como na Suíça, e mais notavelmente na Espanha, onde alcançou a segunda posição. Ainda assim, o projeto foi considerado um relativo fracasso em comparação com o grande sucesso internacional do single "Der Kommissar", de seu álbum anterior, "Einzelhaft". Isso inspirou Falco a mudar de produtor e incorporar mais frases em inglês para títulos de músicas e refrões, o que resultou em um trio de sucessos mundiais um ano depois com "Rock Me Amadeus", "Vienna Calling" e "Jeanny".
Embora a frase escrita "Junge Römer" seja a forma correta em alemão padrão, o título do álbum e do single de Falco nas versões em alemão e inglês é "Junge Roemer", fruto de seu dialeto vienense.

## Curiosidades
Todas as faixas do álbum foram filmadas para um filme de aproximadamente uma hora intitulado Falco – Helden von heute  pela produtora DoRo em nome da ORF. Após a morte de Falco, foi publicado um livro com o nome de uma canção encontrada no álbum, Hoch wie nie.
Além disso, um CD/DVD de grandes sucessos foi lançado em 2007 com o mesmo nome.
| Críticas profissionais | Críticas profissionais |
| Avaliações da crítica  | Avaliações da crítica  |
| Fonte                  | Avaliação              |
| ---------------------- | ---------------------- |
| AllMusic               | [ 3 ]                  |

## Faixas
1. "Junge Roemer"  - 4:33
2. "Tut-Ench-Amon (Tutankhamen)" - 4:33
3. "Brillantin' Brutal'" - 3:50
4. "Ihre Tochter" - 4:31
5. "No Answer (Hallo Deutschland)" - 3:39
6. "Nur mit dir" - 4:29
7. "Hoch wie nie" - 4:23
8. "Steuermann" - 3:47
9. "Kann es Liebe sein" - 4:06

## Paradas

### Album
| 1984 | Junge Roemer | 1 |

### Singles
| Ano              | Singles      | Áustria | Suíca | Alemanha | Espanha |
| ---------------- | ------------ | ------- | ----- | -------- | ------- |
| May 15, 1984     | Junge Roemer | 8       | 24    | —        | 2       |
| October 31, 1984 | Nur mit dir  | —       | —     | —        | —       |